# Hans Georg Borst
Hans Georg Borst (* 17. Oktober 1927 in München; † 8. September 2022 in Sommerholz, Neumarkt am Wallersee) war ein deutscher Chirurg und Hochschullehrer.

## Leben
Hans Georg Borst, der Sohn des langjährigen Ordinarius für Pathologie der Ludwig-Maximilians-Universität Max Borst, wuchs in München auf. Sein Medizinstudium nahm er dort 1947 auf, bevor er in die Vereinigten Staaten ging. Von 1950 bis 1953 studierte er an der Harvard Medical School, wo er 1953 zum M.D. promoviert wurde. 1953/54 arbeitete Borst in der Abteilung für Chirurgie der Stanford Medical School und bis 1956 an der Harvard School for Public Health. Anschließend kehrte er nach Deutschland zurück und erhielt hier 1957 seinen Dr. med. an der Chirurgischen Universitätsklinik in Marburg, der er bis 1958 treu blieb. Von 1958 bis 1968 war Borst leitender Oberarzt für Thoraxchirurgie der Universitätsklinik in München. 1968 wechselte er zur Medizinischen Hochschule Hannover, wo er als Ordinarius für Thoraxchirurgie arbeitete. Einer seiner Wegbegleiter an diesem Institut war Rudolf Pichlmayr. 1971 leitete er die 107. Tagung der Vereinigung Nordwestdeutscher Chirurgen. 1972 übernahm Borst die Leitung der Abteilung für Thorax-, Herz- und Gefäßchirurgie der MHH. Nach 24 Amtsjahren wurde er 1996 emeritiert.
Borst leistete bedeutende Beiträge in der Entwicklung von Herzklappen-, Kinderherz- und Koronarchirurgie. Ab 1983 wurden unter Borsts Leitung Transplantationen von Thorakalorganen in großem Umfang aufgenommen. 1987 führte Borst die erste kombinierte Herz-Lungentransplantation im deutschen Sprachraum durch. Die unter seiner Leitung stehende chirurgische Abteilung wurde zum führenden Forschungsinstitut für Transplantationsmedizin in Europa. Hans Georg Borst fand internationale Anerkennung für seine Leistungen.
Hans Georg Borst starb am 8. September 2022 im Alter von 94 Jahren.

## Ehrungen und Auszeichnungen
- Langenbeck-Preis der Deutschen Gesellschaft für Chirurgie (1964)
- Wahl in die Deutsche Akademie der Naturforscher Leopoldina (1986)[3]
- Lexer-Preis für richtungsweisende Fortschritte in der Transplantationschirurgie (1987)
- Niedersächsische Landesmedaille (1994)
- Ehrenprofessor des Chirurgischen Forschungsinstituts der Russischen Akademie der Wissenschaften (2000)
- Rudolf-Zenker-Preis für sein chirurgisches Lebenswerk (2003)
- Ehrendoktorwürde der Universität Bern (2007)
- Namensgeber des Hans-Georg-Borst-Institut für Herz- und Stammzellforschung der Medizinischen Hochschule Hannover (2008)
- Verdienstorden der Bundesrepublik Deutschland (Verdienstkreuz 1. Klasse; 2014)[4]
- Paracelsus-Medaille der deutschen Ärzteschaft (2018)[5][6]
- Ehrenmitglied des Royal College of Surgeons of England
- Ehrenmitglied des American College of Surgeons
- Ehrenmitglied der American Association for Thoracic Surgery
- Verdienstmedaille der Kroatischen Republik
- Verdienstmedaille des Bakulev-Institut Moskau

## Veröffentlichungen (Auswahl)
- als Hrsg. mit Werner Klinner und Åke Senning: Die Eingriffe am Herzen und an den herznahen Gefäßen. Springer-Verlag, Berlin / Heidelberg / New York 1978 (= Allgemeine und spezielle chirurgische Operationslehre. Band 6, Teil 2), ISBN 3-540-08267-0.
- mit H. J. Schafers: Lung Transplantation. In: Clinical Investigations. Band 71, 1993, S. 98–101. PMID 8461633.